# كمال سينغ مالك
كمال سينغ مالك (بالهندية: कमल सिंह मलिक)‏ هو سياسي هندي، ولد في 1 فبراير 1966 في منطقة مراد أباد في الهند. حزبياً، نشط في بهاراتيا جاناتا.